# Albert Grisar
Albert Jean Martin Grisar (født 26. september 1870, død 15. oktober 1930) var en belgisk sejler, som deltog i OL 1920 i Antwerpen.
Grisar var en respekterer sejldesigner og efterspurgt som styrmand. Han deltog ved legene i 1920 i 8-meter klassen (1919 regel) i båden Antwerpia V. Der var blot tre deltagere i klassen, og der blev afviklet tre sejladser. Alle tre sejladser gav samme resultat, hvor den norske båd Sildra vandt, den ligeledes norske båd Lyn blev nummer to, og Antwerpia V blev nummer tre. Dermed blev det til bronze til belgierne. De øvrige medlemmer af den belgiske besætning var Willy De L'Arbre, Georges Hellebuyck, Sr., Léopold Standaert og Henri Weewauters.
Han var generalsekretær og senere præsident for Royal Yacht Club de Belgique. Klubben fik lavet en mindemedalje for ham ved hans død i 1930.
Albert Grisars bror, Alfred Grisar, var polospiller og deltog ligeledes i OL 1920.